# Замбоанга
Замбоанга е град във Филипините. Населението на града е 861 799 (2015 г.), което го поставя на шесто място в страната по големина. Основан е от испанците през 1635, като защитна крепост срещу местните племена моро.

## География
Разположен е на остров Минданао, на самия край на едноименния полуостров Замбоанга, на около 850 км южно от столицата Манила. В територията на града влизат и 11 острова. Най-известен от тях е Гран Санта Крус, разположен на около половин час път с лодка от града. Островът е прочут с розовите си плажове (цветът на пясъка има розов цвят, заради примеси от корали в него) и е популярно място за отдих.
Климатът е тропичен. От ноември до май е сухия сезон, после започва сезона на тайфуните.